# Бегенчева, Айнабат
Айнабат Бегенчева (1917, Аннау — неизвестно, Ашхабад) — советская колхозница и государственный деятель. Герой Социалистического Труда (1948).

## Биография
Родилась в 1917 году в городе Аннау Асхабадского уезда Закаспийской области (ныне - Ахалский велаят Туркменистана). По национальности туркменка.
В 1935 году окончила школу и вступила в сельскохозяйственную артель в Каахинском районе, впоследствии ставшую колхозом «Коммунист». Была звеньевой, руководила комсомольско-молодёжным хлопководческим звеном.
Во время Великой Отечественной войны демонстрировала неизменно высокие урожаи хлопка. Кроме того, Бегенчева получила всесоюзную известность, став инициатором создания хлопковых участков высокого урожая при школах: это помогало обучать и растить новых хлопкоробов. Она самостоятельно организовала при школе участок площадью в пять соток, подвела к нему арык и стала с помощью учеников вести весь цикл выращивания хлопчатника.
В 1943 году стала членом ВКП(б).
В 1947 году звено Бегенчевой продемонстрировало высокие результаты в уборке египетского хлопка — на трёх гектарах его урожайность составила 75,64 центнера.
5 апреля 1948 года Указом Президиума Верховного Совета СССР за получение высоких урожаев хлопка в 1947 году была удостоена звания Героя Социалистического Труда с вручением ордена Ленина и золотой медали «Серп и Молот».
Впоследствии работала бригадиром в колхозе «Коммунист», а после — председателем колхоза имени Ленина в Каахинском районе.
В 1958 году перешла на работу в советских структурах — была председателем Каахинского районного исполкома Совета депутатов трудящихся. С 1963 года руководила районным советом в Ашхабаде.
Жила в Ашхабаде.
Дата смерти неизвестна.